# Estigma (milagro)

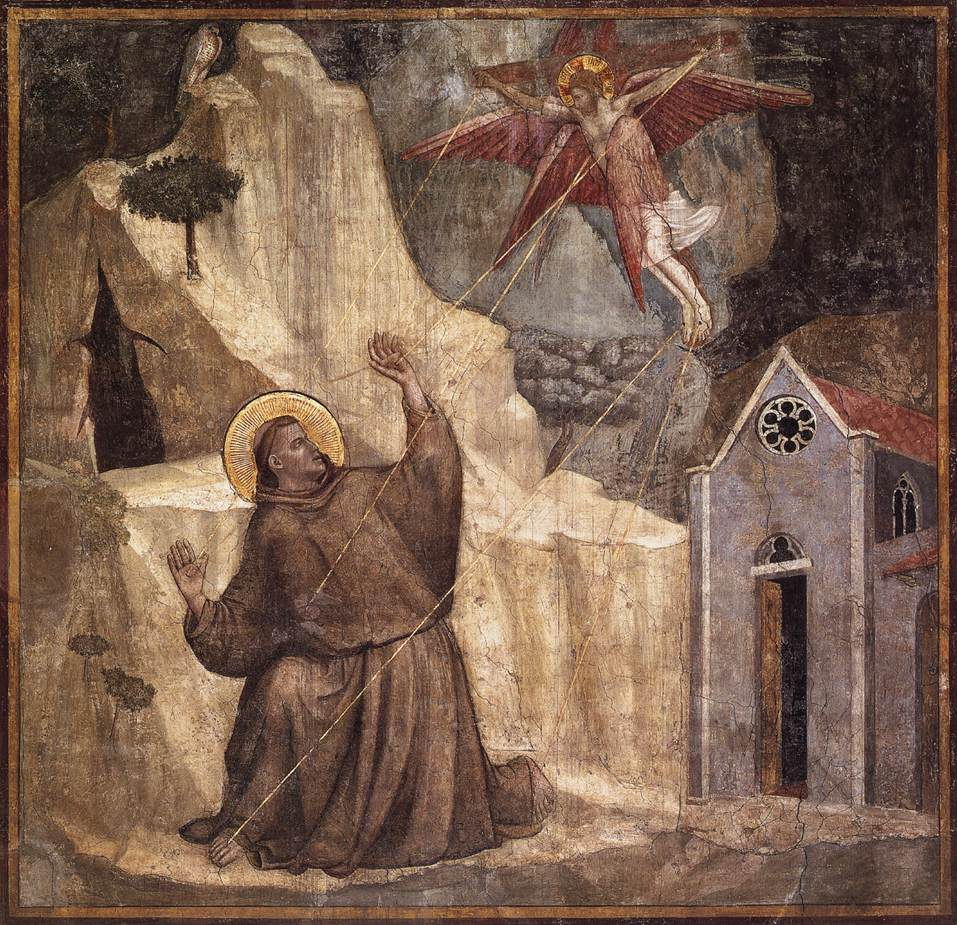
Estigmatización de san Francisco, por Giotto

Estigmas (del latín stigma, y este a su vez del griego στίγμα) son señales o marcas que aparecen de forma espontánea en el cuerpo de algunas personas, similares a las de Cristo en el Calvario, casi siempre místicas extáticas, y fe católica, los explica como parte de la religión de un Dios real, vivo y verdadero, que crea e influye en el universo y socorre a la humanidad. Este concepto pudo surgir debido a que en la antigüedad los servidores eran marcados como señal de propiedad. 
Estas heridas son similares a las infligidas sobre Jesús de Nazaret durante su crucifixión según la iconografía cristiana tradicional, y van precedidas y acompañadas de tormentos físicos y morales. Suelen aparecer en las manos, pies y costado derecho, y a veces también en la cabeza y en las espaldas, lo que recuerda la coronación de espinas y la flagelación de Jesús de Nazaret.
Las diversas confesiones cristianas diferencian la estigmatización de origen sobrenatural, bien por un don divino o por una intervención diabólica, de las de orden natural, causadas por el mismo sujeto que las porta, ya sea intencionalmente o por razones de origen psicosomático (por sugestión, hipnosis, etc. se ha conseguido producir fenómenos similares a la estigmatización, aunque difieren en la instantaneidad del fenómeno y en el deseo de su constatación a la vista de los demás).

## Tipos
La Iglesia católica, cuando los considera auténticos y don divino, afirma que son participación de los sufrimientos de Jesús. Reconoce algo más de trescientos casos de estigmatizados; estos pueden ser visibles o no, sangrientos o no, permanentes o no. Los estigmas invisibles, según la Iglesia católica, pueden producir tanto dolor como los visibles.

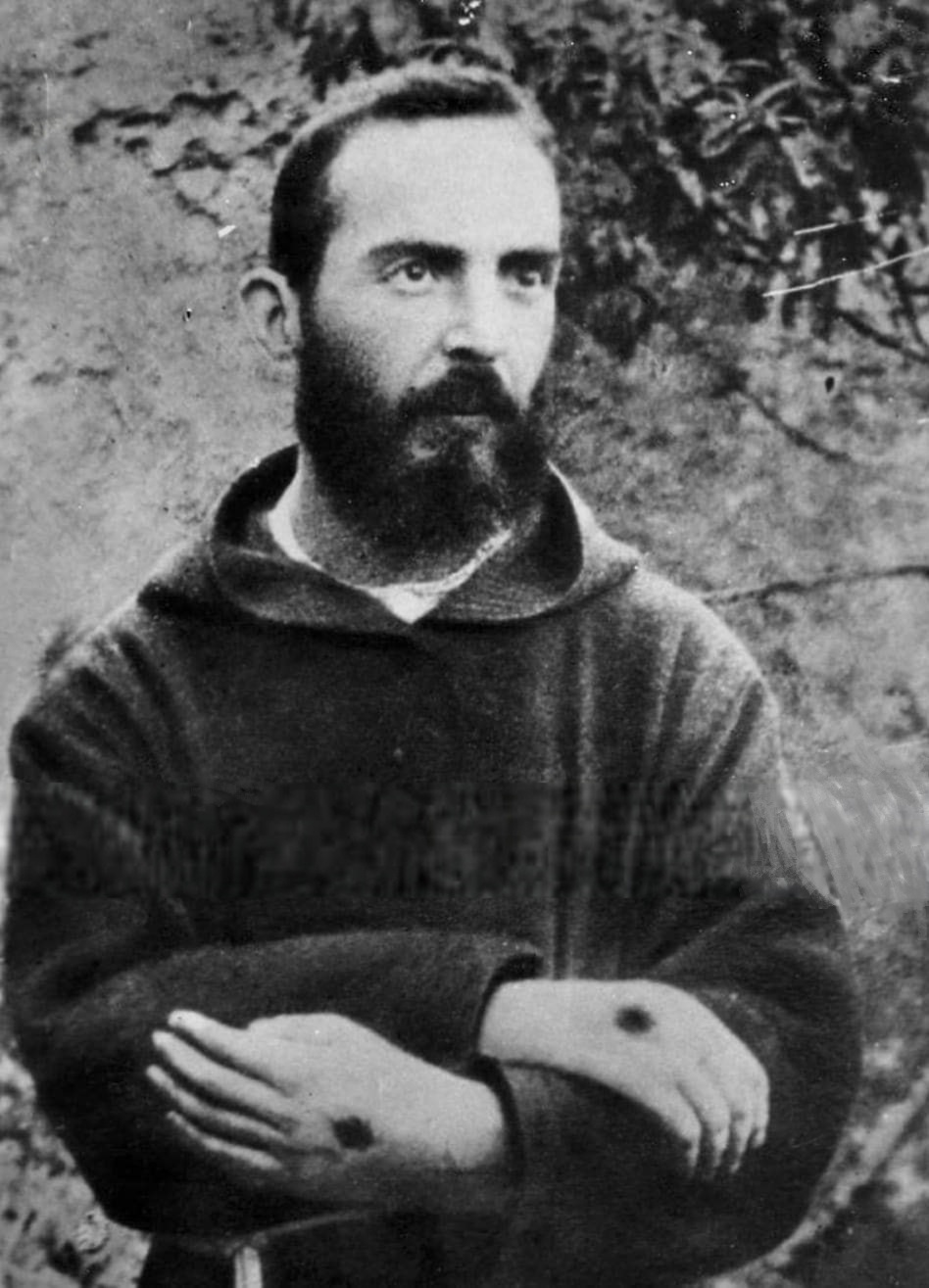
El Padre Pío de Pietrelcina con los estigmas de sus manos expuestos. Se trata de una de las primeras fotos de las heridas, hecha en un estudio fotográfico de la zona en el verano de 1919.

El tipo de heridas refleja su correspondencia con la Pasión de Jesús a través de las siguientes señales:
- Heridas en manos o muñecas, semejantes a las causadas por clavos.
- Heridas en los pies, semejantes a las causadas por clavos.
- Heridas en la cabeza, semejantes a las provocadas por la corona de espinas.
- Heridas en la espalda, semejantes a las de látigo en la flagelación.
- Herida en un costado —semejante a la causada por una lanza—, por lo general en el lateral izquierdo.

## Casos de estigmatización
A lo largo de la historia se han documentado muchos casos de personas que -sin causa aparente- padecieron estigmas, es decir, heridas estimadas semejantes a las que habría sufrido Jesús de Nazaret durante su pasión. La lista de las personas católicas que han recibido estigmas y han sido reconocidas como santas o empezado su proceso de canonización, son las siguientes:
- Beata María de Oignies (c. 1177-1213), beguina, caso que pasó prácticamente inadvertido. San Francisco de Asís, (1181-1226) reformador de la Iglesia, primer varón con estigmas.
- Santa Catalina de Siena. (1347-1380) dominica y doctora de la Iglesia.
- Santa Rita de Casia. (1381-1457) madre, viuda, agustina, italiana.
- Beata Lucía de Narni (1496-1574) dominica italiana.
- Santa Catalina de Ricci (1522-1590) dominica terciaria.
- Beata María de la Encarnación (1565-1618) conocida como la madre del Carmelo en Francia.
- Santa Verónica Giuliani, (1660-1727) denunciada por su propia abadesa ante la Inquisición.
- Beata Ana Catalina Emmerick,  (1774-1824) agustina, mística que tuvo visiones de la pasión de Jesús.
- Santa Margarita Bays (1815-1879) costurera suiza.
- Santa Mariam Baouardy (1846-1878) carmelita descalza que tuvo numerosas experiencias místicas. Murió en Belén.
- Sierva De Dios Teresa Helena Higginson (1844-1905) maestra inglesa.
- Sierva De Dios Luisa Piccarreta. (1865-1947) campesina, postrada, terciaria dominica.
- Santa Mariam Thresia Chiramel. (1876-1926) religiosa, India.
- Santa Gema Galgani. (1878-1908) mística capuchina, italiana.
- Venerable Teresa Neumann (1898-1962) laica, mística alemana, de la tercera orden franciscana.
- San Pío de Pietrelcina. (1887-1968) Sacerdote italiano.
- Venerable Marthe Robin. (1902-1981) granjera, enferma, francesa.
- Sierva De Dios María Esperanza Medrano de Bianchini. (1928-2004) venezolana.
- Sierva De Dios Natuzza Evolo. (1929-2009) Madre de familia, mística italiana.

Existen hechos referidos a las llamadas "estigmatizaciones verdaderas" para los cuales no se ha encontrado una explicación científica hasta el momento:
1. Mientras que las heridas comunes cicatrizan en personas sin problemas de coagulación de su sangre, las ciencias médicas no logran la curación de los estigmas mediante tratamiento alguno.
2. A diferencia de las heridas naturales de cierta duración, las de los estigmatizados no emiten olores fétidos. Hubo una sola excepción conocida: la de santa Rita de Casia (1381-1457), quien habría recibido en su frente una herida causada por una espina arrancada de la corona de Jesús crucificado. Aunque su olor era repulsivo, la herida nunca supuró ni causó ninguna alteración mórbida de los tejidos. En cambio, al morir, el cadáver de santa Rita emitía una intensa fragancia dulce.
3. A veces las heridas emitían aromas exquisitos, como en los casos de Juana de la Cruz, (1597-1675) priora franciscana del convento de Toledo, y la beata Lucía Brocadelli de Narni (1476–1544) una mística católica italiana, beatificada en 1710.
4. Según Antonio Royo Marín, la teoría racionalista de que los estigmatizados desearon recibir las llagas para parecerse a Jesucristo crucificado no resiste el análisis de la crítica histórica, por la sorpresa que todos experimentaron, y por las constancias históricas de que todos los estigmatizados reconocidos por la Iglesia católica suplicaron, no que se les retirase el dolor, sino las señales visibles de los estigmas.[4]

## La estigmatización de san Francisco de Asís
El caso de la estigmatización de san Francisco de Asís destaca por la cantidad de testigos, unos pocos en vida pero en mayor número luego de su muerte, que corroboraron la veracidad del hecho. En vida, el hermano León (aquel a quien Francisco dedicara su texto autógrafo conocido como Bendición a fray León), fue uno de los que acompañaron a Francisco al Santuario de La Verna en agosto de 1224 donde, según los escritos de Buenaventura de Fidanza y otros documentos de la época, el «pobre de Asís» recibió los llamados «estigmas de Cristo» para luego escribir en un trozo de pergamino las llamadas Laudes Dei altissimi ("Alabanzas al Dios Altísimo"). Fray León fue el único testigo de los momentos previos a la estigmatización de san Francisco. Al final de la vida de Francisco, cuando su cuerpecillo era ya un desecho humano, el santo confió el cuidado de su persona a cuatro de los más suyos, que le merecían un amor singular. Uno de ellos fue el hermano León, permitiéndole que le tocara sus llagas cuando le cambiaba las vendas manchadas con su sangre, lo cual era para Fray León un gozoso y a la vez doloroso rito. Francisco, celoso de que nadie se percatara de sus estigmas -un privilegio del que se consideraba a sí mismo indigno-, llegó a tener con el hermano León esta delicadeza excepcional: una vez, colocó con amor su mano llagada sobre el corazón del hermano León.
Luego de la muerte de Francisco, fueron numerosos los testigos que vieron sus llagas. Así relató san Buenaventura la verificación de las llagas de Francisco después de su muerte:

Al emigrar de este mundo, el bienaventurado Francisco dejó impresas en su cuerpo las señales de la pasión de Cristo. Se veían en aquellos dichosos miembros unos clavos de su misma carne, fabricados maravillosamente por el poder divino y tan connaturales a ella, que, si se les presionaba por una parte, al momento sobresalían por la otra, como si fueran nervios duros y de una sola pieza. Apareció también muy visible en su cuerpo la llaga del costado, semejante a la del costado herido del Salvador. El aspecto de los clavos era negro, parecido al hierro; mas la herida del costado era rojiza y formaba, por la contracción de la carne, una especie de círculo, presentándose a la vista como una rosa bellísima. El resto de su cuerpo, que antes, tanto por la enfermedad como por su modo natural de ser, era de color moreno, brillaba ahora con una blancura extraordinaria. Los miembros de su cuerpo se mostraban al tacto tan blandos y flexibles, que parecían haber vuelto a ser tiernos como los de la infancia.

Tan pronto como se tuvo noticia del tránsito del bienaventurado Padre y se divulgó la fama del milagro de la estigmatización, el pueblo en masa acudió en seguida al lugar para ver con sus propios ojos aquel portento, que disipara toda duda de sus mentes y colmara de gozo sus corazones afectados por el dolor. Muchos ciudadanos de Asís fueron admitidos para contemplar y besar las sagradas llagas.

Uno de ellos llamado Jerónimo, caballero culto y prudente además de famoso y célebre, como dudase de estas sagradas llagas, siendo incrédulo como Tomás, movió con mucho fervor y audacia los clavos y con sus propias manos tocó las manos, los pies y el costado del santo en presencia de los hermanos y de otros ciudadanos; y resultó que, a medida que iba palpando aquellas señales auténticas de las llagas de Cristo, amputaba de su corazón y del corazón de todos la más leve herida de duda. Por lo cual desde entonces se convirtió, entre otros, en un testigo cualificado de esta verdad conocida con tanta certeza, y la confirmó bajo juramento poniendo las manos sobre los libros sagrados.
San Buenaventura, Leyenda Mayor de San Francisco 15,4

## Falsa estigmatización
También ha habido casos de estigmatizaciones falsas, como la de Magdalena de la Cruz (1487 - 1560), abadesa del convento de santa Isabel de Córdoba, quien admitió su propio fraude. Magdalena, natural de Aguilar y mujer de religión con renombre de santidad, se hizo célebre en toda España después de haber, por lo visto, pronosticado la victoria de la Batalla de Pavía (1525) y la prisión de Francisco I de Francia. Isabel de Portugal, esposa de Carlos I de España, vistió, según parece, a su primogénito, un recién nacido Felipe II de España, con el hábito de la abadesa.
Magdalena de la Cruz, en cualquier caso, compareció, a solas, en solemne auto de fe celebrado el 3 de mayo de 1546 y confesó haber simulado un sinnúmero de arrobamientos y milagros. Los inquisidores de Córdoba, con todo, le conmutaron la pena de muerte en la hoguera y optaron por recluir a Magdalena de por vida en un convento de Andújar.